# 好眼光
好眼光（英語：Sight Success），是一匹曾在香港和杜拜出賽的已退役賽駒，練馬師是蔡約翰。

## 簡介
2020年12月26日，「好眼光」於香港首次出賽便一出即勝，打開其在港的勝利之門。
2021年1月24日，「好眼光」取得三連捷，而這三場勝利皆在莫雷拉胯下取得。
2022年12月11日，李慕華策騎「好眼光」出戰國際一級賽香港短途錦標，不敵「福逸」，取得第二名。
2023年1月8日，波健士策騎「好眼光」勝出國際三級賽洋紫荊短途錦標。賽後，波健士說道：「我實在相當高興，亦十分感謝蔡約翰。此駒的表現一向很準繩，今次亦能完成任務。牠是匹出色佳駟，易於駕馭，只要能如今日般遇上適合牠的賽事，牠便有力爭勝，事實上牠甚具質素，個人相信牠將會續有進步，日後有望更上一層樓。」他續說：「當然檔位亦十分重要，今仗步速甚快，我們能佔取有利的前列位置，當我催策坐騎時，牠交出很好的反應。」練馬師的蔡約翰說道：「不論任何賽事，牠都能跑得接近，今日牠亦如常交出良好表現，於末段全力衝刺，最重要是在於牠能否保持佳態。」
2023年2月5日，波健士策騎「好眼光」出戰國際一級賽百週年紀念短途盃，不敵「金鑽貴人」及「福逸」，取得第三名。
2023年10月22日，艾道拿策騎「好眼光」勝出國際二級賽精英碗。賽後，艾道拿說道：「我能佔取理想位置，亦令潘頓須走得更前，我只讓潘頓及田泰安隨他們所想在前爭奪，我認為要擊敗牠們，便須留以有待後發先至，而馬兒能贏馬，蔡約翰及其團體實在功不可抹。今季我一再跑獲亞軍，手風稍為欠順，但蔡約翰一直為我提供實力不俗的坐騎，而你亦必須把握這些機會，對此我很感恩。」練馬師蔡約翰說道：「出馬少的場合一向不易評估形勢，但我認為艾道拿在陣上作出了正確的選擇，跟隨兩匹領放馬競跑，且沿途有暢順的走位。『好眼光』是匹相當忠心準繩的馬，陣上總能交出好表現，且狀態能長期保持，上季牠在浪琴香港短途錦標一役表現出色，希望今年牠能再次在國際賽中有優異的演出。艾道拿是位好騎師，任何騎師初到香港，並不易能立即取得好成績，但現時牠已能勝出今日的大賽，亦能在其他賽事中曾有不俗的發揮，我相信他會漸入佳境。」不過，「好眼光」隨後再出賽5次，亦未能再交出頭馬，於2024年6月4日宣告退役，正式結束其競賽生涯。

## 同父馬
曾於香港服役出賽並曾勝出大賽的同父馬包括：
- 豪逸：曾勝出第一班盃賽香港特區行政長官盃（2015）

## 在港勝出賽事全紀錄
| 比賽日期   | 賽事名稱                         | 賽事班次 | 賽道 | 賽事路程 | 比賽馬場   | 名次 | 完成時間 | 騎師   |
| ---------- | -------------------------------- | -------- | ---- | -------- | ---------- | ---- | -------- | ------ |
| 26/12/2020 | 北潭涌讓賽                       | 第四班   | 草地 | 1200米   | 沙田馬場   | 1    | 1:09.23  | 莫雷拉 |
| 10/01/2021 | 鑽石山讓賽                       | 第三班   | 草地 | 1200米   | 沙田馬場   | 1    | 1:09.13  | 莫雷拉 |
| 24/01/2021 | 幸福指數讓賽                     | 第三班   | 草地 | 1200米   | 沙田馬場   | 1    | 1:08.85  | 莫雷拉 |
| 31/10/2021 | 廣州讓賽                         | 第二班   | 草地 | 1200米   | 跑馬地馬場 | 1    | 0:56.13  | 波健士 |
| 10/11/2021 | 西高山讓賽                       | 第二班   | 草地 | 1200米   | 跑馬地馬場 | 1    | 1:09.37  | 波健士 |
| 05/12/2021 | 香港卡賓會三十週年紀念盃（讓賽） | 第二班   | 泥地 | 1200米   | 沙田馬場   | 1    | 1:07.40  | 波健士 |
| 12/03/2022 | 林村讓賽                         | 第一班   | 草地 | 1200米   | 沙田馬場   | 1    | 1:07.78  | 田泰安 |
| 08/01/2023 | 洋紫荊短途錦標（讓賽）           | G3       | 草地 | 1000米   | 沙田馬場   | 1    | 0:55.96  | 波健士 |
| 22/10/2023 | 精英碗（讓賽）                   | G2       | 草地 | 1200米   | 沙田馬場   | 1    | 1:08.27  | 艾道拿 |

## 在港一級賽出賽全紀錄
| 比賽日期   | 賽事名稱         | 賽事班次 | 賽道 | 賽事路程 | 比賽馬場 | 名次 | 完成時間 | 騎師   |
| ---------- | ---------------- | -------- | ---- | -------- | -------- | ---- | -------- | ------ |
| 24/04/2022 | 主席短途獎       | G1       | 草地 | 1200米   | 沙田馬場 | 6    | 1:08.47  | 潘頓   |
| 11/12/2022 | 浪琴香港短途錦標 | G1       | 草地 | 1200米   | 沙田馬場 | 2    | 1:08.90  | 李慕華 |
| 05/02/2023 | 百週年紀念短途盃 | G1       | 草地 | 1200米   | 沙田馬場 | 3    | 1:08.35  | 波健士 |
| 30/04/2023 | 主席短途獎       | G1       | 草地 | 1200米   | 沙田馬場 | 4    | 1:09.25  | 麥道朗 |
| 10/12/2023 | 浪琴香港短途錦標 | G1       | 草地 | 1200米   | 沙田馬場 | 9    | 1:10.14  | 艾道拿 |
| 28/01/2024 | 百週年紀念短途盃 | G1       | 草地 | 1200米   | 沙田馬場 | 12   | 1:10.69  | 艾道拿 |

## 在港以外大賽出賽全紀錄
| 比賽日期   | 賽事名稱       | 賽事班次 | 賽道 | 賽事路程 | 比賽馬場 | 名次 | 完成時間 | 騎師 |
| ---------- | -------------- | -------- | ---- | -------- | -------- | ---- | -------- | ---- |
| 25/03/2023 | 阿喬斯短途錦標 | G1       | 草地 | 1200米   | 美丹馬場 | 4    | 1:08.61  | 莫雅 |
| 30/03/2024 | 阿喬斯短途錦標 | G1       | 草地 | 1200米   | 美丹馬場 | 5    | 1:07.89  | 莫雅 |

## 外部連結
- . 2023-01-08  [2023-01-08]. （原始内容存档于2023-07-27）.
- . 2023-10-22  [2023-10-22]. （原始内容存档于2024-05-21）.
- . 2023-03-23  [2023-03-23]. （原始内容存档于2024-05-23）.
- . 2023-03-26  [2023-03-26]. （原始内容存档于2024-03-13）.
- . 2023-03-30  [2023-03-30].